# Flying Steps

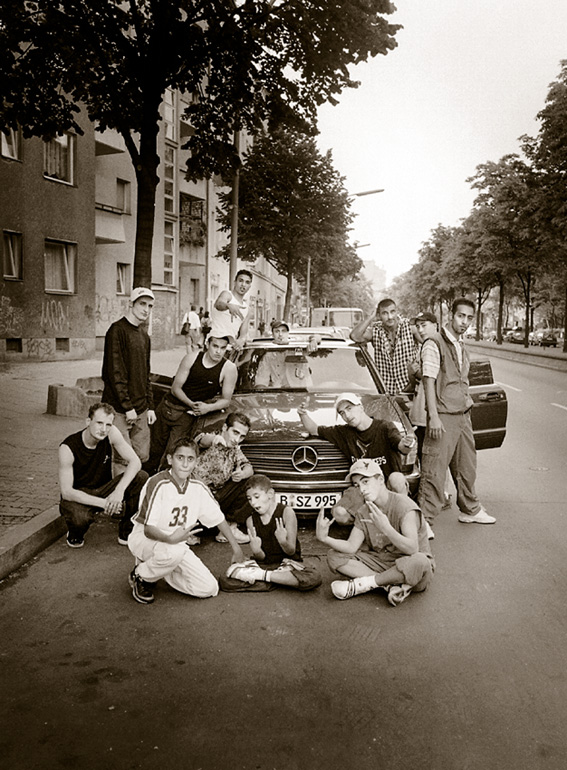
Flying Steps in Berlin (1999)

Die Flying Steps sind eine Tanzgruppe aus Berlin, die sich auf Breakdance, Popping und Locking spezialisiert hat.

## Geschichte
Die Gruppe wurde 1993 von Kadir Memiş und Vartan Bassil in Berlin gegründet. Die Flying Steps gewannen mehrere Breakdance-Weltmeisterschaften wie das Battle of the Year und das Red Bull Beat Battle. Nachdem sie durch die Musikvideos zu Supersonic und Get Freaky von Music Instructor bekannt geworden war, entschloss sich die Gruppe, unter eigenem Namen zu veröffentlichen. Nach mehreren Singles erschien 2001 das Album B-Town, Anfang 2005 kam das Album Breakdance Battle dazu. 2007 erschien die Single Operator und 2009 Let It Rain.
2000 stellte Benny Kimoto den Guinness-Weltrekord im Headspin auf. In den Jahren 2005 und 2007 gewannen die Flying Steps jeweils das Red Bull Beat Battle.
Die Besetzung hat sich im Laufe der Jahre immer wieder geändert, es kamen neue Mitglieder hinzu und es wurde mit verschiedenen Tänzern aus der ganzen Welt zusammengearbeitet, sodass sich ein internationales Netzwerk aus 30 weltklasse Urban Dance Athleten gebildet hat – die Flying Steps Company.
2010 präsentierten die Flying Steps unter der künstlerischen Leitung von Christoph Hagel die Tanzperformance Red Bull Flying Bach mit Breakdance und Contemporary Dance zur Musik des Wohltemperierten Klaviers von Johann Sebastian Bach. Mit der Produktion ist die Gruppe seit 2011 ununterbrochen auf Tournee im In- und Ausland, sie hat mittlerweile mehr als 500.000 Zuschauer weltweit und erhielt den Klassik-Sonderpreis des Echo.
Im März 2014 feierten die Flying Steps zudem die Premiere ihrer Produktion Red Bull Flying Illusion im Berliner Tempodrom. Die Show ging anschließend auf Deutschlandtournee und wird 2015 in Zürich und Wien aufgeführt.
Die Nachwuchsförderung und Ausbildung von Tänzern steht im Zentrum ihrer Arbeit in der Flying Steps Academy die sie 2007 eröffneten. Pünktlich zu ihrem 20-jährigen Jubiläum starteten die Flying Steps im Frühjahr 2013 mit ihrer neuen Academy im Aqua Carre durch.
Das ehemalige Flying-Steps-Mitglied Crazy Be gründete 2004 das Label Shok Muzik. Ein anderer Ehemaliger, Big Derill Mack, ist ein szenebekannter Rapper und stand bei dem Berliner Untergrundlabel Royal Bunker unter Vertrag.

## Mitglieder
- Vartan – Vartan Bassil
- Amigo – Kadir Memiş
- Benny – Benny Kimoto
- Mikel – Michael Rosemann
- KC-1 – Khaled Chaabi
- Lil Ceng – Gengis Ademoski
- Lil Rock – Niranh
- Lil B – Burhan Eresen
- Flying Steps Company – 30 langjährige Freunde und Urban Dance Athleten aus ganz Europa.

## Diskografie

### Studioalben
| Jahr | Titel             | Höchstplatzierung, Gesamtwochen, AuszeichnungChartplatzierungen (Jahr, Titel, Platzierungen, Wochen, Auszeichnungen, Anmerkungen) | Höchstplatzierung, Gesamtwochen, AuszeichnungChartplatzierungen (Jahr, Titel, Platzierungen, Wochen, Auszeichnungen, Anmerkungen) | Anmerkungen                         |
| Jahr | Titel             | DE | CH | Anmerkungen                         |
| ---- | ----------------- | --- | --- | ----------------------------------- |
| 2001 | B-Town            | DE76 (3 Wo.)DE | CH100 (1 Wo.)CH | Erstveröffentlichung: 2001          |
| 2005 | Breakdance Battle | — | — | Erstveröffentlichung: 2005          |
| 2019 | At An Exhibition  | — | — | Erstveröffentlichung: 5. April 2019 |

### Kompilationen
- 2002: Greatest Hits

### Singles
| Jahr | Titel Album                                       | Höchstplatzierung, Gesamtwochen, AuszeichnungChartplatzierungen (Jahr, Titel, Album, Platzierungen, Wochen, Auszeichnungen, Anmerkungen) | Höchstplatzierung, Gesamtwochen, AuszeichnungChartplatzierungen (Jahr, Titel, Album, Platzierungen, Wochen, Auszeichnungen, Anmerkungen) | Höchstplatzierung, Gesamtwochen, AuszeichnungChartplatzierungen (Jahr, Titel, Album, Platzierungen, Wochen, Auszeichnungen, Anmerkungen) | Anmerkungen                                                                                   |
| Jahr | Titel Album                                       | DE | AT | CH | Anmerkungen                                                                                   |
| ---- | ------------------------------------------------- | --- | --- | --- | --------------------------------------------------------------------------------------------- |
| 1998 | Super Sonic Electric City                         | DE4 (18 Wo.)DE | AT24 (9 Wo.)AT | CH9 (14 Wo.)CH | Erstveröffentlichung: 9. März 1998 Music Instructor feat. Flying Steps                        |
| 1998 | Get Freaky Electric City                          | DE5 (23 Wo.)DE | AT16 (11 Wo.)AT | CH9 (19 Wo.)CH | Erstveröffentlichung: 16. November 1998 Music Instructor feat. Lunatics, Abe und Flying Steps |
| 2000 | In Da Arena (Situation) / We Gonna Rock It B-Town | DE56 (4 Wo.)DE | — | CH84 (3 Wo.)CH | Erstveröffentlichung: 13. März 2000                                                           |
| 2000 | We Are Electric B-Town                            | DE71 (2 Wo.)DE | — | — | Erstveröffentlichung: 2000                                                                    |
| 2001 | Breakin’ It Down B-Town                           | DE26 (16 Wo.)DE | — | CH37 (11 Wo.)CH | Erstveröffentlichung: 9. April 2001                                                           |

Weitere Singles
- 2001: We Gonna Rock It
- 2007: Operator
- 2009: Let it Rain (ZPYZ feat. Flying Steps)

## Erfolge

### Meistertitel
- 1994: International Battle Of The Year / Celle – 1. Platz
- 1995: National Battle of the Year / Hannover – 1. Platz
- 1997: National Battle of the Year / Hannover – 1. Platz
- 1999: Splash Battle / Chemnitz – 1. Platz
- 2000: National Battle of the Year / Hamburg – 1. Platz
- 2000: International Battle of the Year / EXPO Hannover – 1. Platz
- 2005: Red Bull Beat Battle International / London – 1. Platz
- 2007: Red Bull Beat Battle International / London – 1. Platz
- 2007: Juste Debout International Category Hip-Hop / Paris – 1. Platz (Lil Steph)
- 2008: Red Bull BC One / Paris – 3. Platz (Lil Ceng)

Die Flying Steps Company Mitglieder gewannen noch diverse andere Urban Dance Wettbewerbe und werden regelmäßig als Jury-Mitglieder eingeladen.

### Weitere Erfolge
- 2000: Headspin Guinness World Record Benny Kimoto
- 2007: Hiphop.de Award in der Kategorie „Breakdance“[7]
- 2008: Hiphop.de Award in der Kategorie „Beste Breakdance Crew“[8]
- 2010: Hiphop.de Award in der Kategorie „Beste Breakdance Crew“[9]
- 2010: Echo Klassik – Sonderpreis für Red Bull Flying Bach
- 2011: Hiphop.de Award in der Kategorie „Bester Breakdance Act“[10]
- 2018: Berliner Bär (B.Z.-Kulturpreis)